# Dragons of Wonderhatch
Dragons of Wonderhatch (Originaltitel: ワンダーハッチ -空飛ぶ竜の島-) ist eine japanische Fernsehserie, die sich sowohl aus Live-Action-Segmenten als auch aus animierten Szenen im Anime-Stil zusammensetzt. Die Serie basiert auf keiner literarischen Vorlage. Posuka Demizu illustrierte die Charaktere der Serie. In Japan fand die Premiere der Serie am 20. Dezember 2023 als Original durch Disney+ via Star statt. Im deutschsprachigen Raum erfolgte die Erstveröffentlichung der Serie am selben Tag durch Disney+ via Star.

## Handlung
Die Serie erzählt die Geschichte zweier Welten, die unterschiedlicher nicht sein könnten, und von zwei Protagonisten, die sich in ihrer jeweiligen Welt fremd fühlen. Die eine Welt ist uns bestens vertraut. In dieser lernen wir Nagi aus Yokosuka kennen, eine junge, fantasievolle und verträumte Schülerin mit einer besonderen Gabe, welche jedoch dafür sorgt, dass sie sich ihrem Umfeld fremd fühlt. Wenn sie ein Geräusch hört, visualisiert sie dieses in Farben und Bilder. Die andere Welt könnte glatt der fantasievollen Ader von Nagi entsprungen sein. Ihr Name ist Upananta. Eine Fantasiewelt mit schwebenden Inseln und Drachenreitern. Dort treffen wir auf Thaim, einen jungen Mann, der sich dem Helden Aktha und seiner Gruppe von Drachenreitern anschließt. Denn seine bildgewaltige Welt steht am Rande des Abgrunds. Während die Gruppe versucht, den leidenden Menschen zu helfen, stürzen Inseln vom Himmel und der Antagonist Jairo treibt seine schurkischen Pläne unerbittlich voran. Unterdessen spürt Thaim, wie er sich immer weiter von der Gruppe entfernt und sich zunehmend entfremdet fühlt, da er die Stimme der Drachen nicht wahrnehmen kann, was für das Reiten eines Drachens unerlässlich ist. Aktha scheint die letzte Hoffnung für diese Welt zu sein, doch dann verschwindet er plötzlich mitten in einer Schlacht. Thaim schwört, ihn zu finden, und landet schließlich in der Welt von Nagi und bei ihr. Die Frage nach dem Verbleib von Aktha bleibt nicht die einzige Sorge, denn schon früh zeigt sich, dass nicht nur Upananta in großer Gefahr ist, sondern beide Welten, während im Hintergrund finstere Mächte agieren und die Grenze zwischen beiden Welten weiter zu verwischen drohen. Nun liegt es an Nagi, Thaim und ihren Verbündeten, das Unheil abzuwenden.

## Besetzung
| Rolle           | Schauspieler / Seiyū |
| --------------- | -------------------- |
| Nagi            | Sena Nakajima        |
| Thaim           | Daiken Okudaira      |
| Aktha           | Mackenyu             |
| Shibata / Space | Gō Morita            |
| Hana            | Reina Tanaka         |
| Ayana Nijisaki  | Riko Narumi          |
| Son             | Emma                 |
| Jairo           | Kenjiro Tsuda        |

## Episodenliste
| Nr. | Deutscher Titel                  | Originaltitel    | Erstveröffentlichung (Japan) | Deutschsprachige Erstveröffentlichung (D/A/CH) |
| --- | -------------------------------- | ---------------- | ---------------------------- | ---------------------------------------------- |
| 1   | Die letzte Schlacht              | 最後の戦い       | 20. Dez. 2023                | 20. Dez. 2023                                  |
| 2   | Das geheime Zimmer               | 秘密の部屋       | 20. Dez. 2023                | 20. Dez. 2023                                  |
| 3   | Der Junge, der nach Yokosuka kam | 横須賀に来た少年 | 27. Dez. 2023                | 27. Dez. 2023                                  |
| 4   | Eine neue Nation                 | あたらしい国     | 27. Dez. 2023                | 27. Dez. 2023                                  |
| 5   | Die Schöpferin                   | 創造主           | 3. Jan. 2024                 | 3. Jan. 2024                                   |
| 6   | Fliegende Insel                  | 空飛ぶ島         | 10. Jan. 2024                | 10. Jan. 2024                                  |
| 7   | Das Erwachen                     | 目醒め           | 17. Jan. 2024                | 17. Jan. 2024                                  |
| 8   | Tor zur Welt                     | 世界を開く扉     | 24. Jan. 2024                | 24. Jan. 2024                                  |